# Valeriana weberbaueri
Valeriana weberbaueri är en kaprifolväxtart som beskrevs av Graebner. Valeriana weberbaueri ingår i släktet vänderötter, och familjen kaprifolväxter. Inga underarter finns listade i Catalogue of Life.